# Francisco Castellanos
Francisco Castellanos är en ort i Mexiko.   Den ligger i kommunen Xicoténcatl och delstaten Tamaulipas, i den centrala delen av landet, 400 km norr om huvudstaden Mexico City. Francisco Castellanos ligger 106 meter över havet och antalet invånare är 156.
Terrängen runt Francisco Castellanos är huvudsakligen platt, men åt nordväst är den kuperad. Terrängen runt Francisco Castellanos sluttar söderut. Runt Francisco Castellanos är det ganska glesbefolkat, med 23 invånare per kvadratkilometer. Närmaste större samhälle är Xicoténcatl, 4,3 km sydväst om Francisco Castellanos. Omgivningarna runt Francisco Castellanos är en mosaik av jordbruksmark och naturlig växtlighet.